# 雪山无心菜
雪山无心菜（学名：Arenaria schneideriana）是石竹科无心菜属的植物，为中国的特有植物。分布在中国大陆的云南等地，生长于海拔4,400米至4,650米的地区，一般生长在高山草甸有残雪的小谷地中，目前尚未由人工引种栽培。

## 别名
雪山蚤缀（拉汉种子植物名称）